# Бауэр, Мария Вениаминовна
Мария Вениаминовна Ба́уэр (1909—1995) — советская и грузинская артистка балета. Народная артистка Грузинской ССР (1955).

## Биография
Родилась 16 (29 мая) 1909 года. По национальности русская. В 1925 окончила хореографическую студию в Тбилиси. С этого же года начала сценическую деятельность в ГрАТОБ имени З. П. Палиашвили (Тбилиси). В 1928—1930 годах занималась в Ленинградском балетном техникуме. С 1930 — снова работала в ГрАТОБ имени З. П. Палиашвили. С успехом исполняет характерные танцы в операх. В 1935—1942 годах вела педагогическую работу. Работает репетитором балета в ГрАТОБ имени З. П. Палиашвили.
Умерла 25 августа 1995 года.

## Театральные работы
- «Корсар» А. Адана — Гюльнара
- «Бахчисарайский фонтан» Б. В. Асафьева — Зарема
- «Коппелия» Л. Делиба — Кукла
- «Лебединое озеро» П. И. Чайковского — Одетта
- «Красный мак» Р. М. Глиэра — Тао Хоа
- «Горда» Д. А. Торадзе — индийский танец
- «Синатле» Г. В. Киладзе — танец ширазской девушки

## Награды и премии
- народная артистка Грузинской ССР (1955)
- Сталинская премия второй степени (1951) — за исполнение индийских танцев в балетном спектакле «Горда» Д. А. Торадзе, поставленный на сцене ГрАТОБ имени З. П. Палиашвили